# BAFTA a la millor pel·lícula d'animació
El BAFTA a la millor pel·lícula d'animació és un dels premis BAFTA atorgats per la British Academy of Film and Television Arts (BAFTA) en una cerimònia anual des del 2007, en reconeixement de les millors pel·lícules d'animació.

## Guanyadors i nominats

### Dècada del 2000
| Any  | Pel·lícula                               | Direcció                                     | Ref.  |
| ---- | ---------------------------------------- | -------------------------------------------- | ----- |
| 2007 | Happy feet: Trencant el gel (Happy Feet) | George Miller, Warren Coleman, i Judy Morris | [ 1 ] |
| 2007 | Cars                                     | John Lasseter i Joe Ranft                    | [ 1 ] |
| 2007 | Flushed Away                             | David Bowers i Sam Fell                      | [ 1 ] |
| 2008 | Ratatouille                              | Brad Bird i Jan Pinkava                      | [ 2 ] |
| 2008 | Shrek Tercer (Shrek the Third)           | Chris Miller                                 | [ 2 ] |
| 2008 | The Simpsons Movie                       | David Silverman                              | [ 2 ] |
| 2009 | WALL·E                                   | Andrew Stanton                               | [ 3 ] |
| 2009 | Persèpolis (Persepolis)                  | Marjane Satrapi i Vincent Paronnaud          | [ 3 ] |
| 2009 | Vals Im Bashir                           | Ari Folman                                   | [ 3 ] |

### Dècada del 2010
| Any  | Pel·lícula                                                                                            | Direcció                                       | Ref.   |
| ---- | --- | ---------------------------------------------- | ------ |
| 2010 | Up | Pete Docter i Bob Peterson                     | [ 4 ]  |
| 2010 | Coraline                                                                                              | Henry Selick                                   | [ 4 ]  |
| 2010 | Fantastic Mr. Fox                                                                                     | Wes Anderson                                   | [ 4 ]  |
| 2011 | Toy Story 3                                                                                           | Lee Unkrich                                    | [ 5 ]  |
| 2011 | Gru, el meu dolent preferit (Despicable Me)                                                           | Pierre Coffin i Chris Renaud                   | [ 5 ]  |
| 2011 | Com ensinistrar un drac (How to Train Your Dragon)                                                    | Chris Sanders i Dean DeBlois                   | [ 5 ]  |
| 2012 | Rango                                                                                                 | Gore Verbinski                                 | [ 6 ]  |
| 2012 | Les aventures de Tintín: El secret de l'Unicorn (The Adventures of Tintin: The Secret of the Unicorn) | Steven Spielberg                               | [ 6 ]  |
| 2012 | Arthur Christmas: operació regal (Arthur Christmas)                                                   | Sarah Smith                                    | [ 6 ]  |
| 2013 | Brave (Indomable) (Brave)                                                                             | Mark Andrews i Brenda Chapman                  | [ 7 ]  |
| 2013 | Frankenweenie                                                                                         | Tim Burton                                     | [ 7 ]  |
| 2013 | ParaNorman                                                                                            | Sam Fell i Chris Butler                        | [ 7 ]  |
| 2014 | Frozen: El regne del gel (Frozen)                                                                     | Chris Buck i Jennifer Lee                      | [ 8 ]  |
| 2014 | Gru 2, el meu dolent preferit (Despicable Me 2)                                                       | Chris Renaud i Pierre Coffin                   | [ 8 ]  |
| 2014 | Monsters University                                                                                   | Dan Scanlon                                    | [ 8 ]  |
| 2015 | La Lego pel·lícula (The Lego Movie)                                                                   | Phil Lord i Christopher Miller                 | [ 9 ]  |
| 2015 | Big Hero 6                                                                                            | Don Hall i Chris Williams                      | [ 9 ]  |
| 2015 | The Boxtrolls                                                                                         | Anthony Stacchi i Graham Annable               | [ 9 ]  |
| 2016 | Del revés (Inside Out)                                                                                | Pete Docter                                    | [ 10 ] |
| 2016 | Els Mínions (Minions)                                                                                 | Pierre Coffin i Kyle Balda                     | [ 10 ] |
| 2016 | Shaun the Sheep Movie                                                                                 | Richard Starzak i Mark Burton                  | [ 10 ] |
| 2017 | Kubo and the Two Strings                                                                              | Travis Knight                                  | [ 11 ] |
| 2017 | Buscant la Dory (Finding Dory)                                                                        | Andrew Stanton                                 | [ 11 ] |
| 2017 | Vaiana (Moana)                                                                                        | Ron Clements i John Musker                     | [ 11 ] |
| 2017 | Zootròpolis (Zootopia)                                                                                | Byron Howard i Rich Moore                      | [ 11 ] |
| 2018 | Coco                                                                                                  | Lee Unkrich                                    | [ 13 ] |
| 2018 | Loving Vincent                                                                                        | Dorota Kobiela i Hugh Welchman                 | [ 13 ] |
| 2018 | La vida d'en Carbassó (Ma vie de Courgette)                                                           | Claude Barras                                  | [ 13 ] |
| 2019 | Spider-Man: Un nou univers (Spider-Man: Into the Spider-Verse)                                        | Bob Persichetti, Peter Ramsey i Rodney Rothman | [ 15 ] |
| 2019 | Els increïbles 2 (Incredibles 2)                                                                      | Brad Bird                                      | [ 15 ] |
| 2019 | Isle of Dogs                                                                                          | Wes Anderson                                   | [ 15 ] |

### Dècada del 2020
| Any  | Pel·lícula                                                               | Direcció                            | Ref.   |
| ---- | ------------------------------------------------------------------------ | ----------------------------------- | ------ |
| 2020 | Klaus                                                                    | Sergio Pablos                       | [ 16 ] |
| 2020 | Frozen II                                                                | Chris Buck i Jennifer Lee           | [ 16 ] |
| 2020 | A Shaun the Sheep Movie: Farmageddon                                     | Will Becher i Richard Phelan        | [ 16 ] |
| 2020 | Toy Story 4                                                              | Josh Cooley                         | [ 16 ] |
| 2021 | Soul                                                                     | Pete Docter i Kemp Powers           | [ 17 ] |
| 2021 | Onward                                                                   | Dan Scanlon                         | [ 17 ] |
| 2021 | Wolfwalkers                                                              | Tomm Moore i Ross Stewart           | [ 17 ] |
| 2022 | Encanto                                                                  | Jared Bush i Byron Howard           | [ 18 ] |
| 2022 | Flugt                                                                    | Jonas Poher Rasmussen               | [ 18 ] |
| 2022 | Luca                                                                     | Enrico Casarosa                     | [ 18 ] |
| 2022 | La família Mitchell contra les màquines (The Mitchells vs. the Machines) | Mike Rianda                         | [ 18 ] |
| 2023 | Pinotxo (Guillermo del Toro's Pinocchio)                                 | Guillermo del Toro i Mark Gustafson | [ 19 ] |
| 2023 | Marcel the Shell with Shoes On                                           | Dean Fleischer Camp                 | [ 19 ] |
| 2023 | El gat amb botes: l'últim desig (Puss in Boots: The Last Wish)           | Joel Crawford                       | [ 19 ] |
| 2023 | Red (Turning Red)                                                        | Domee Shi                           | [ 19 ] |